# Finlands Folkmusikförbund
Finlands Folkmusikförbund (finska: Suomen Kansanmusiikkiliitto), bildat 1968, är en organisation för utövare och vänner av folkmusik.
Finlands Folkmusikförbund fortbildar sina medlemmar bland annat genom folkmusikkurserna i Orivesi och folkmusiklägret KAMU för barn och unga. Till verksamheten hör även anordnandet av folkmusikevenemang runt om i Finland samt försäljning av folkmusikinspelningar och -noter. Förbundet utger sedan 1969 tidskriften Pelimanni som utkommer med fyra nummer årligen.